# Поиск пасхальных яиц
Поиск пасхальных яиц — пасхальная игра, во время которой дети разыскивают спрятанные пасхальные яйца.

## Описание
В ход идут самые разные яйца: сваренные вкрутую и раскрашенные, наполненные шоколадом или конфетами пластмассовые, шоколадные в обертке из фольги. Многие отказываются от сладостей на время 40-дневного поста (Lenten sacrifice), а после воздержания могут себе их позволить. Игру проводят на открытом воздухе, но также возможно и в помещении. Как правило, дети собирают найденные яйца в корзинку. После поисков выдают призы за различные достижения: за самое больше количество собранных яиц, за самое большое или самое маленькое яйцо, за самое большое число яиц определенного цвета; а также утешительные призы и призы-шутки . Яйца далее могут использоваться в других играх, например, битье яиц или в Мексике бросание и разбивание каскаронов (яйца c конфетти, оставшиеся после Марди Гра). Яйца прячут с разной степенью тщательности, соразмерно возрасту и уровню развития детей. В южно-немецких народных традициях яйца было принято прятать в труднодоступных местах, таких как заросли крапивы или колючие кустарники. Чтобы слабовидящие дети смогли участвовать в игре, создали яйца, издающие звуки: щелчки, гудки, шум или музыку.
В различных регионах свои представления о том, откуда появляются спрятанные пасхальные яйца. В католической Франции, Нидерландах и у нидерландоязычных бельгийцев яйца приносят из Рима летающие колокола с крыльями. В более протестантских культурах, в Германии, большей части Австрии, Швейцарии и Эльзасе, пасхальные яйца приносят пасхальные зайцы или кролики. Но у кролика, существуют конкуренты: в швейцарских кантонах Берн, Цуг и Люцерн яйца разносит кукушка, в Германии в Шлезвиг-Гольштейне, Саксонии, Верхней Баварии (еще в Австрии) — петух, в Тюрингии — аист, в Вестфалии — лиса, в Тироле — курица. В некоторых регионах Германии, например, Гарц, пасхальный заяц ранее не был известен. Из Германии пасхальный кролик распространился в США, Великобританию и всю Центральную Европу. В Австралии кроме кролика есть местный билби.
Традиционно игра ассоциируется с пасхой и пасхальными яйцами, но она также популярна на весенних вечеринках в честь дня рождения.
В Книгу рекордов Гиннесса занесен город Гомер, штат Джорджия, США, где в 1985 году для поиска было спрятано 80 000 яиц при численности населения города в 950 человек.

## История
В дохристианском праздновании весны яйцо было символом возрождения земли. У ранних христиан яйцо стало символом воскресения Иисуса: яйцо сравнивалось с Гробом Господним. Лизетт Ларсон-Миллер, профессор Теологического союза выпускников Беркли, прослеживает традицию поиска яиц до времен протестантского реформатора Мартина Лютера (1483—1546): «Мы знаем, что Мартин Лютер участвовал в поиске пасхальных яиц. Тогда мужчины прятали яйца, а женщины и дети — искали, вероятно, это связано с представлениями о том, что яйцо символизируют гробницу [Иисуса]». По меньшей мере с XVII века считается, что пасхальный кролик приносит пасхальные яйца. В Англии поиск пасхальных яиц появляется позже, об этом свидетельствует вступительная лекция А. Э. Хаусмана на пост профессора латыни в Университетском колледже в Лондоне, прочитанная в 1892 году: «В Германии люди на Пасху вокруг дома и сада прячут разноцветные яйца для развлечения детей, их разыскивающих».
Преподобная Мэри Джейн Пирс Нортон, помощник генерального секретаря министерств лидерства в Главном совете ученичества, сказала: «Есть что-то общее между поиском пасхальных яиц и поиском Иисуса в гробнице. Когда мы их находим, испытываем ту же радость, что и женщины, первыми обнаружившие, что Иисуса в гробнице нет».

## Маркетинг
Ряд компаний использовали популярность Пасхи и, в частности, поиска пасхальных яиц, для продвижения своих кондитерских изделий. Наиболее заметными среди них являются изготовители шоколада, в том числе Cadbury с ежегодным мероприятием Easter Egg Trail, которое проходит в Великобритании на более чем 250 площадках Национального фонда. В 2015 году британский производитель шоколада Thorntons вместе с сообществом геокэшинга прятал шоколадные яйца по всей Великобритании.